# 39415 Janeausten
39415 Janeausten eller 4231 T-1 är en asteroid i huvudbältet som upptäcktes den 26 mars 1971 av den nederländsk-amerikanske astronomen Tom Gehrels och det nederländska astronomparet Ingrid van Houten-Groeneveld och Cornelis Johannes van Houten vid Palomarobservatoriet. Den är uppkallad efter den brittiska författaren Jane Austen.
Asteroiden har en diameter på ungefär 9 kilometer och den tillhör asteroidgruppen Hilda.